# Clemente Palma
Clemente Palma Ramírez (Lima, 3 dicembre 1872 – Lima, 13 agosto 1946) è stato uno scrittore, giornalista e politico peruviano, figlio del famoso Ricardo Palma. Appartenne alla corrente letteraria del modernismo e fu uno dei primi a coltivare il racconto in Perù.

## Biografia
Poiché  suo  padre era direttore della Biblioteca Nacional del Perú, ebbe l'opportunità  di leggere  l'opera di diversi autori stranieri, particolarmente russi. Si laureò in Lettere e Fisica  nel 1899 nell'Universidad Nacional Mayor de San Marcos, di cui fu anche cattedratico. Tra il  1902 e il  1904 fu console in  Francia e tra il  1919 e il  1930 fu  deputato.
Si  dedicò anche al giornalismo.  Fu direttore  delle riviste Prisma (1906-1908) e  Variedades (1908-1931) e  del quotidiano  La Crónica (1912-1929)

## Attività letteraria
La produzione  di Clemente Palma fu  centrata  nella  narrativa. Ebbe grande  importanza nello sviluppo del racconto in  Perù e introdusse  temi nuovi nella letteratura. Le sue storie trattano soprattutto  temi  fantastici, psicologici, di terrore e  di scienza fiction.  Si sentiva attratto da ciò ch'era morboso e molti suoi personaggi sono anormali e perversi.
Nelle sue opere c'è una forte influenza di Edgar Allan Poe e, in misura minore, degli scrittori russi del XIX secolo e del decadentismo francese.
Le sue opere principali furono: "Cuentos Malévolos" (1904), "Historietas Malignas" (1925) e le novelle "Mors ex vita" (1923)   "Excursión literaria" (1895), "Filosofía y arte" (1897), "El porvenir de las razas" (1897), "El Perú" (1898), "La cuestión de Tacna y Arica y la conferencia de Washington" (1922), "Había una vez un hombre..." (1935).